# Triumfetta trifida
Triumfetta trifida är en malvaväxtart som beskrevs av Thomas Archibald Sprague och Hutchinson. Triumfetta trifida ingår i släktet triumfettor, och familjen malvaväxter. Inga underarter finns listade i Catalogue of Life.